# Pseudanthias flavoguttatus
Pseudanthias flavoguttatus es una especie de peces de la familia Serranidae en el orden de los Perciformes.

## Morfología
• Los machos pueden llegar alcanzar los 10,2 cm de longitud total y las hembras 8,2.

## Hábitat
Es un pez  de mar de clima tropical y asociado a los  arrecifes de coral que vive entre 18-63 m de profundidad.

## Distribución geográfica
Se encuentra desde el Japón hasta República de Palau.